# James McAvoy
James McAvoy (født 21. april 1979 i Glasgow) er en skuespiller fra Skotland.
Han har gået på Royal Scottish Academy of Music and Drama.

## Karriere
McAvoy var med i miniserien Children of Dune, hvor han spillede Leto II Atreides.
Han fik sit helt stor gennembrud i Narnia: Løven, heksen og garderobeskabet, hvor han spillede faunen Tumnus.
Senere kunne man se ham i rollen som Dr. Nicholas Garrigan i filmen The Last King of Scotland, overfor Forest Whitaker – for denne rolle blev han nomineret til en BAFTA Award.
Han medvirkede i filmen Becoming Jane (en film om Jane Austen), hvor han spillede overfor Anne Hathaway, og i Soning, hvor han spillede overfor Keira Knightley.
Han spillede Charles Xavier i X-Men: First Class (2011), der er en prequel og en såkaldt soft-reboot i X-Men-filmserien, som blev efterfulgt af Days of Future Past (2014) og Apocalypse (2016).

## Udvalgt filmografi
| År   | Titel                                    | Rolle                     |
| ---- | ---------------------------------------- | ------------------------- |
| 2004 | Wimbledon                                | Carl Colt                 |
| 2005 | Narnia: Løven, heksen og garderobeskabet | Tumnus                    |
| 2006 | The Last King of Scotland                | Dr. Nicholas Garrigan     |
| 2006 | Starter for 10                           | Brian Jackson             |
| 2006 | Penelope                                 | Johnny Martin/Max Campion |
| 2007 | Becoming Jane                            | Thomas Lefroy             |
| 2007 | Soning                                   | Robbie Turner             |
| 2008 | Wanted                                   | Wesley A. Gibson          |
| 2011 | X-Men: First Class                       | Charles Xavier            |
| 2013 | Filth                                    | Bruce Robertson           |
| 2014 | X-Men: Days of Future Past               | Charles Xavier            |
| 2016 | X-Men: Apocalypse                        | Charles Xavier            |
| 2019 | Glass                                    |                           |
| 2019 | X-Men: Dark Phoenix                      |                           |
| 2019 | It del 2                                 |                           |

### Tv-serier
| År      | Titel              | Rolle            | Note(r)                  |
| ------- | ------------------ | ---------------- | ------------------------ |
| 2001    | Band of Brothers   | James W. Miller  | afsnittet "Replacements" |
| 2003    | Children of Dune   | Leto II Atreides |                          |
| 2004–05 | Shameless          | Steve McBride    | 13 afsnit                |
| 2019-   | His Dark Materials | Lord Asriel      |                          |

## Privatliv
Han var gift med Anne-Marie Duff, som han spillede sammen med i Shameless, fra 2006 til maj 2016.